# 单叶木蓝
单叶木蓝（学名：Indigofera linifolia）为豆科木蓝属下的一个种。

## 扩展阅读
- 維基物種上的相關：单叶木蓝